# 白石琴似
白石 琴似（しろいし ことに、8月19日 - ）は、日本の漫画家、イラストレーター。札幌市在住。男性。B型。
かつて大清水さちのアシスタントを務めており、『TWIN SIGNAL』においては、ロボットのデザインも担当。
徳間書店発行のファミリーコンピュータマガジンの読者ページに白石琴似名義でイラストが載ったことがある。

## 作品リスト

### 漫画
- ソードワールドSFC COMIC 漆黒のカース（角川書店、全1巻）
- 重戦機エルガイムアンダー・ザ・サンズ（原案：矢立肇、原作：富野由悠季、スタジオDNA、全1巻）
- 機動戦士ΖガンダムII 恋人たち（原案：矢立肇、原作：富野由悠季、角川書店、全1巻）
- G2COMPLEX（一迅社、全1巻）
- 機動戦士ガンダムUC 『袖付き』の機付長は詩詠う（構成・設定：関西リョウジ、原案：矢立肇・富野由悠季、角川書店、既刊2巻）
- タイガー&バニーちゃん（企画・原作：サンライズ、既刊2巻）
- 堕天作戦（作者：山本章一、小学館、既刊5巻。アシスタントとして参加）[1]
- 影の宮廷魔術師 〜無能だと思われていた男、実は最強の軍師だった〜（原作：羽田遼亮、コミックガルド）

その他、4コママンガ劇場、4コマギャグバトルなどのゲームアンソロジーにていくつか執筆。

### イラストレーション
- 帝国陸軍陸戦兵器ガイド（新紀元社） - 本文イラスト担当

### ゲーム
- 神鳳拳 - 一部イラスト担当[2]
- 自律機動戦車イヅナ - 原画担当